# Morrison Hotel
Pour les articles homonymes, voir Morrison.
Albums de The Doors
The Soft Parade
(1969) Absolutely Live
(1970)
Morrison Hotel est le cinquième album du groupe de rock américain The Doors sorti le 9 février 1970 et produit par Paul A. Rothchild. Le titre de l'album, Morrison Hotel, provient d'un hôtel portant le nom du chanteur, par un pur hasard.
L'album est cité dans l'ouvrage de référence de Robert Dimery Les 1001 albums qu'il faut avoir écoutés dans sa vie et dans quelques autres listes.

## Musiciens additionnels
En plus des quatre membres « traditionnels » des Doors (Jim Morrison au chant, Robby Krieger à la guitare, John Densmore à la batterie et Ray Manzarek au piano et à l'orgue), on retrouve sur ce disque :
- Ray Neapolitan (basse)
- Lonnie Mack (basse sur les morceaux Roadhouse Blues et Maggie M'Gill)
- "G. Puglese", pseudonyme de John Sebastian (harmonica sur Roadhouse Blues)

## Liste des titres
Le disque est divisé en deux parties (correspondant aux deux faces du 33 tours), intitulées respectivement Hard Rock Cafe et Morrison Hotel.
Ces noms viennent de ceux d'un hôtel (recto de la pochette) et d'un café (verso de la pochette). Les photos recto et verso sont l'œuvre de Henry Diltz, musicien devenu photographe, qui les fit alors qu'il se promenait avec le groupe à Los Angeles. Le nom de ce café sera repris l'année suivante, lors de la création de la chaîne Hard Rock Cafe, inspiré par cette photo. L'hôtel est toujours en activité alors que le bar qui n'existe plus aurait été utilisé des années plus tard dans le clip vidéo “Beat It” de Michael Jackson .
Toutes les chansons ont été écrites et composées par Jim Morrison et Robby Krieger, sauf indications contraires.
| 1. | Roadhouse Blues     | Morrison, The Doors | 4:05 |
| 2. | Waiting for the Sun | Morrison            | 4:00 |
| 3. | You Make Me Real    | Morrison            | 2:53 |
| 4. | Peace Frog          | Morrison, Krieger   | 2:50 |
| 5. | Blue Sunday         | Morrison            | 2:12 |
| 6. | Ship of Fools       | Morrison, Krieger   | 3:11 |

| 7.  | Land Ho!                  | Morrison, Krieger   | 4:11 |
| 8.  | The Spy                   | Morrison            | 4:17 |
| 9.  | Queen of the Highway (en) | Morrison, Krieger   | 2:47 |
| 10. | Indian Summer             | Morrison, Krieger   | 2:36 |
| 11. | Maggie M'Gill             | Morrison, The Doors | 4:23 |

| 12. | Talking Blues                                            | 0:59 |
| 13. | Roadhouse Blues (Takes 1–3, recorded November 4, 1969)   | 8:47 |
| 14. | Roadhouse Blues (Take 6, recorded November 4, 1969)      | 9:26 |
| 15. | Carol                                                    | 0:56 |
| 16. | Roadhouse Blues (Take 1, recorded November 5, 1969)      | 4:32 |
| 17. | Money Beats Soul                                         | 1:04 |
| 18. | Roadhouse Blues (Takes 13–15, recorded November 5, 1969) | 6:21 |
| 19. | Peace Frog (False Starts & Dialogue)                     | 2:00 |
| 20. | The Spy (Version 2)                                      | 3:48 |
| 21. | Queen of the Highway (Jazz Version)                      | 3:36 |

## Personnel
The Doors
- Jim Morrison : chant
- Ray Manzarek : orgue, piano électrique, piano de bastringue sur "Roadhouse Blues"
- Robby Krieger : guitare
- John Densmore : batterie

## Personnel additionnel
- Ray Neapolitan : basse
- Lonnie Mack : basse sur "Roadhouse Blues" et "Maggie M'Gill"
- John Sebastian : harmonica sur "Roadhouse Blues"